# Ryota Matsumoto (Fußballspieler, 2002)
Ryota Matsumoto (japanisch 松本 崚汰 Matsumoto Ryota; * 25. Oktober 2002 in der Präfektur Chiba) ist ein japanischer Fußballspieler.

## Karriere
Ryota Matsumoto erlernte das Fußballspielen in der Schulmannschaft der Shirai High School sowie in der Universitätsmannschaft der Tokyo International University. Seinen ersten Vertrag unterschrieb er am 1. Februar 2025 beim Iwaki FC. Der Verein aus Iwaki spielt in der zeiten japanischen Liga, der J2 League. Sein Zweitligadebüt gab Ryota Matsumoto am 23. März 2025 (6. Spieltag) im Heimspiel gegen den FC Imabari. Bei der 0:1-Heimniederlage wurde er nach der Halbzeitpause für Yūsuke Ōnishi eingewechselt.